# Canal d'Isabel II

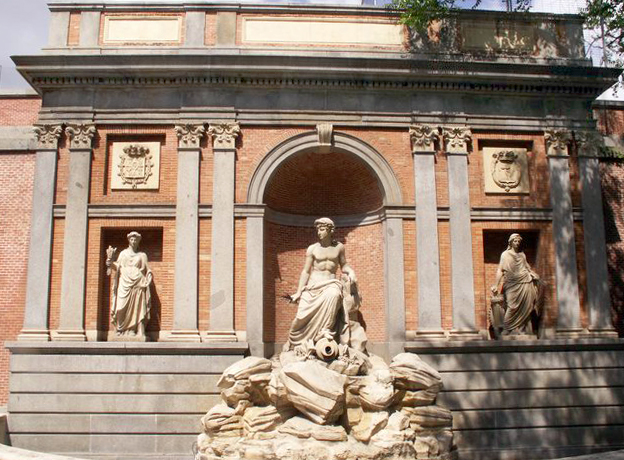
Conjunt escultòric del primer dipòsit del Canal d'Isabel II. Carrer de Bravo Murillo 49. Enginyer Juan de Ribera Piferrer construït en 1858.

El Canal d'Isabel II és l'empresa pública espanyola que escomet la gestió del cicle integral de l'aigua en gairebé la totalitat de la Comunitat de Madrid, o sia, s'encarrega de la gestió tots els processos que permeten una adequada administració dels recursos hídrics.
En l'actualitat, el Canal d'Isabel II és una empresa hidràulica de gestió pública, dependent de la Comunitat de Madrid des de 1984. Els seus més de 2.200 treballadors compleixen amb l'objectiu de realitzar tots els treballs que comporta el cicle de l'aigua, a més del manteniment de la qualitat i seguretat en el servei als sis milions d'habitants de la regió madrilenya.

## Història

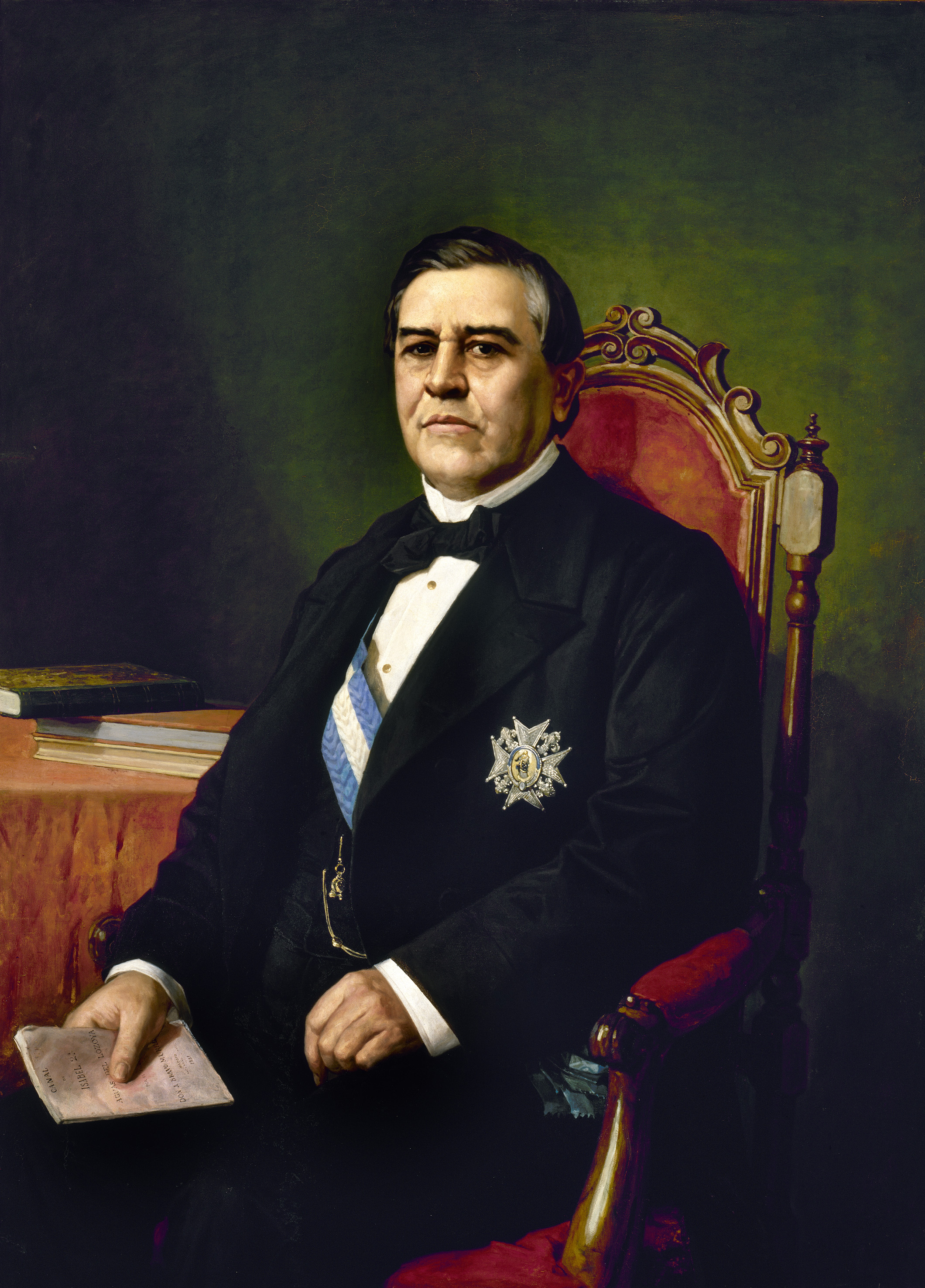
Juan Bravo Murillo, qui ordenà construir el Canal d'Isabel II

A partir de Felip II, qui va instal·lar la Cort a Madrid, la història d'aquesta ciutat ha estat unida a una cerca constant de reserves d'aigua potable. Fins llavors, el sistema tradicional de proveïment consistia en l'excavació de pous per accedir a l'aigua disponible en el subsòl i, una mica més tard, en la utilització de les deus properes a Madrid.
A poc a poc, a causa de l'important increment de població, es va fer precís excavar galeries subterrànies (els denominats "viatges d'aigua") per conduir aquest recurs dels aqüífers als pous de la ciutat. Aquests viatges van continuar en ús fins a la meitat del segle xix, però el mètode, segons va passar el temps, es va veure insuficient, creant un greu problema per als ciutadans. Fins a mitjan segle xviii, el proveïment d'aigua als domicilis particulars era a càrrec dels propis veïns o dels seus servidors. Només alguns palaus i convents tenien fonts o pous en els seus propis recintes. En créixer la població, va sorgir l'ofici d'aiguader, persones dedicades a servir l'aigua a domicili, cobrant el preu estipulat.
A mitjan segle xix, la capital comptava amb 77 fonts públiques, en les quals es van instal·lar 128 canelles per omplir les cubes dels 950 aiguaderes, que repartien al dia 663,50 «reals lampistes» —mesurada de l'època— de dotació, equivalents a 2.150 m&*sup3;.
Encara que es van fer diversos projectes per proveir d'aigua a la capital des de mitjan segle xviii, no és fins a 1848, quan va ser definitivament aprovada la memòria d'un projecte provisional del proveïment a Madrid, amb aigües del riu Lozoya. El projecte estava redactat amb tal previsió que era més que suficient per proveir a una població doble de la quel existia. Encara que semblava una cosa fantàstic per a l'època, tenia, en realitat, tal visió de futur que en l'actualitat segueixen funcionant part de les instal·lacions originals.
El 18 de juny de 1851, durant el regnat d'Isabel II, es va dictar el Reial decret, confirmat per Juan Bravo Murillo, president del Consell de Ministres en aquests moments, en el que es disposava que el Govern realitzés l'execució dels treballs a través d'un canal derivat del riu Lozoya, que portaria el nom de Canal d'Isabel II en honor de la sobirana, veritable promotora del projecte.
La primera arribada de les aigües fou al carrer San Bernardo. La primera pedra de les obres en la presa de captació, denominada «Pontón de la Oliva», va ser col·locada l'11 d'agost de 1851 per Francesc d'Assís de Borbó, el rei consort. Set anys més tard, i després de l'important impuls que va suposar per al projecte el pas de Manuel Alonso Martínez pel Ministeri de Foment, el 24 de juny de 1858, va tenir lloc la inauguració oficial, al carrer ample de San Bernardo, de l'arribada de les aigües a Madrid.
Les nombroses infraestructures hidràuliques creades pel Canal d'Isabel II des de llavors a la Comunitat de Madrid li van permetre, en 1977, convertir-se en una important empresa publica amb garanties d'èxit en la gestió de l'aigua.
En 1995 el Canal d'Isabel II es va convertir, a més de gestora d'aigua a Madrid, en adjudicatària del Servei d'Aigües de la Ciutat de Càceres. Al juliol de 2010 finalitza la Concessió Administrativa del Servei d'Aigües de Càceres, revertint novament el servei a l'Ajuntament.

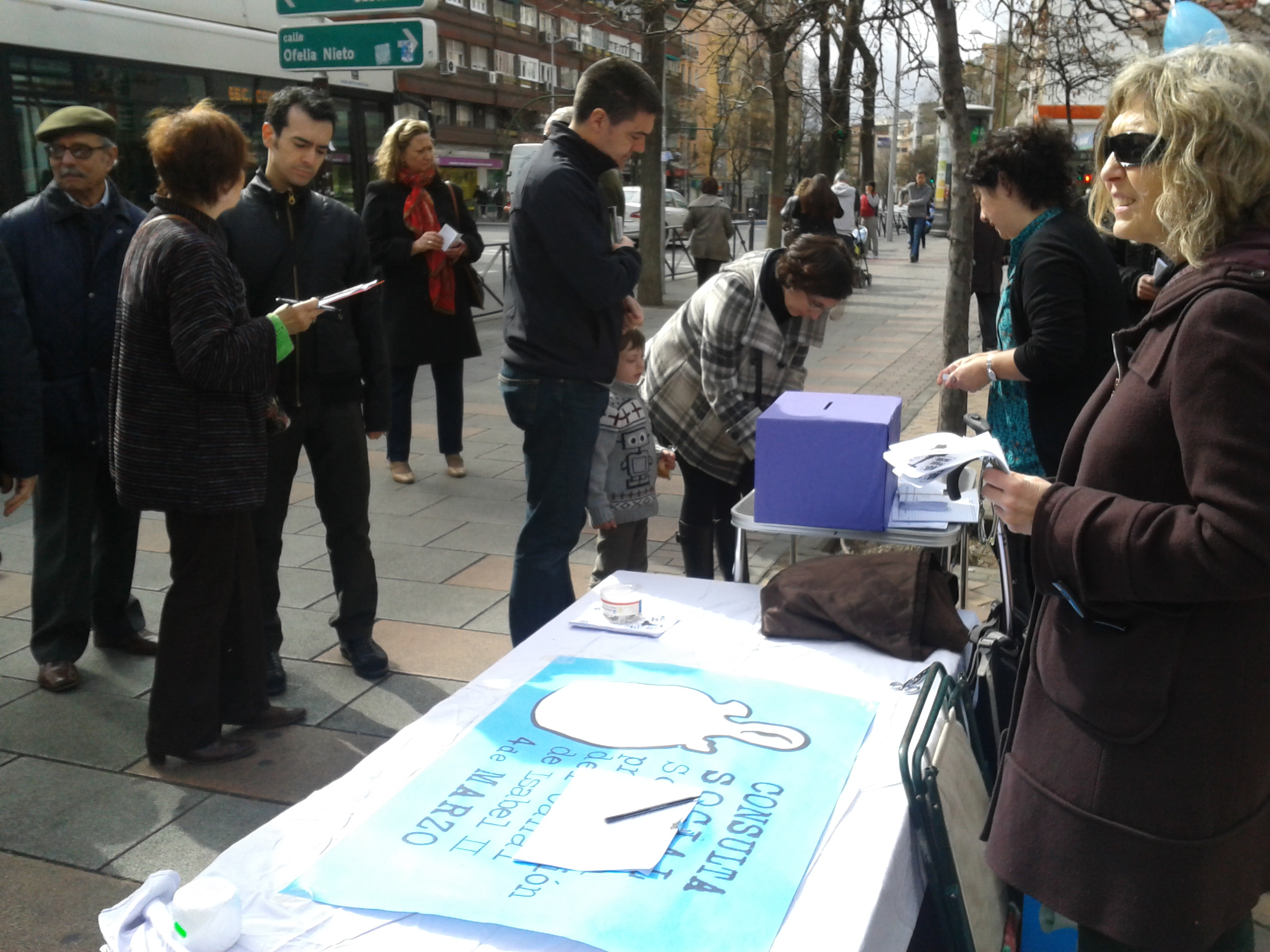
Referèndum convocat per diverses organitzacions socials a través de la qual els madrilenys estaven anomenats a mostrar-se a favor o en contra que la participació en el Canal seguís sent completament pública (4 de març de 2012).

Per una llei aprovada el 29 de desembre de 2008, el govern de la Comunitat de Madrid preveu la privatització del Canal d'Isabel II. Es constituirà en una societat anònima en la qual els ciutadans i inversors privats detindran el 49% de les accions, i la Comunitat de Madrid juntament amb els seus municipis el 51% restant. Els béns de domini públic pertanyents al Canal d'Isabel II i que integren la Xarxa General de la Comunitat de Madrid, seran adscrits a aquesta societat.
El 4 de març de 2012 va tenir lloc un referèndum no vinculant convocat únicament per diverses organitzacions d'esquerra a través de la qual els madrilenys estaven anomenats a mostrar-se a favor o en contra que la participació en el Canal seguís sent completament pública. Amb una participació de 167 000 persones, un 99% d'elles es va mostrar en contra de la seva privatització.

## Captació

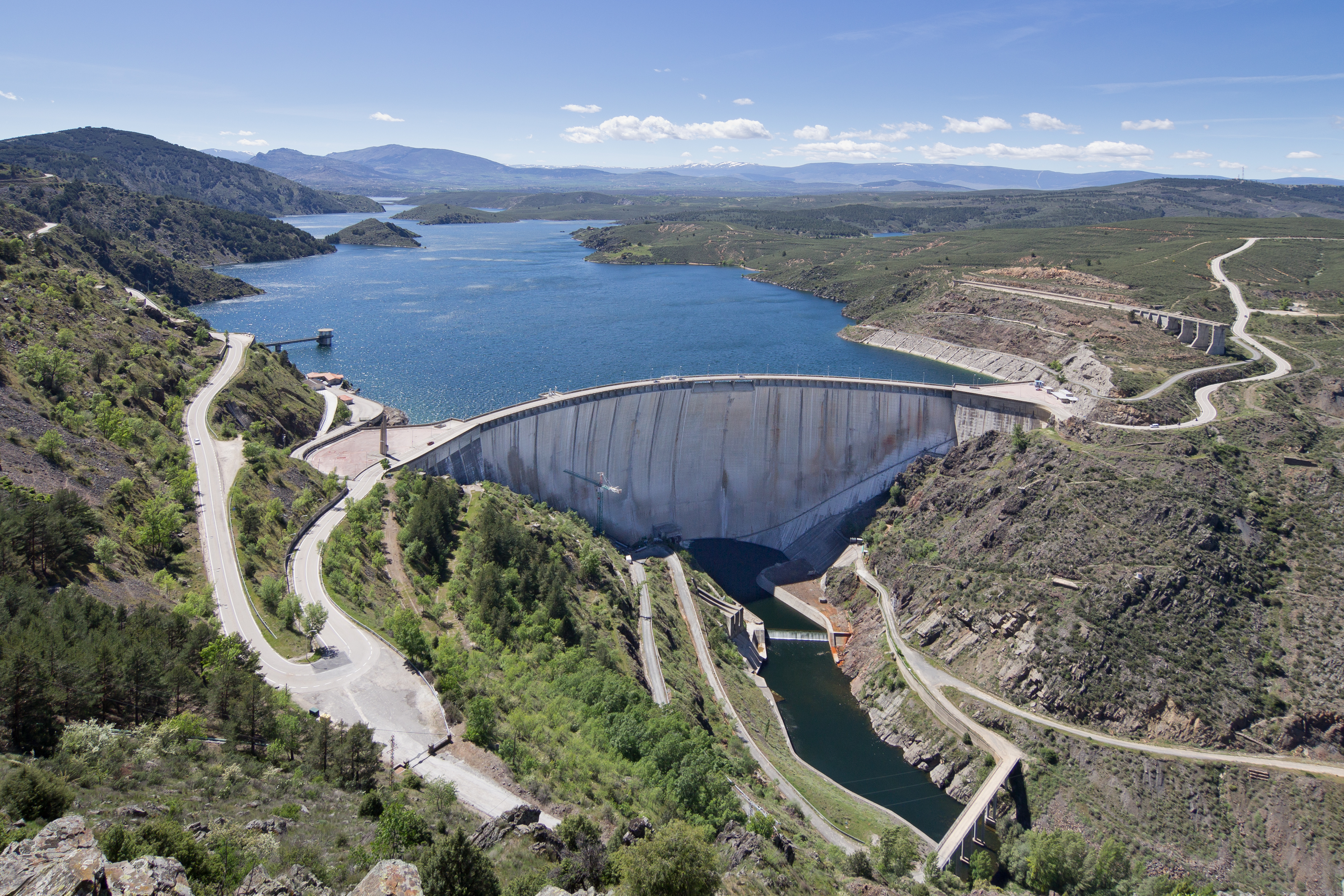
El Atazar, el major embassament del Canal d'Isabel II

El Canal compta actualment amb 14 embassaments, que tenen una capacitat màxima d'emmagatzematge de 946 milions de m³. El més gran d'ells és l'Embassament d'El Atazar, amb una capacitat de 425 milions de m³, la qual cosa representa el 45% del total de l'aigua embassada pel Canal. En grandària li segueixen l'embassament de Valmayor (124 milions de m³) i el de Manzanares el Real amb 91 milions de m³.
| Embassament           | Entrada en servei | Capacitat hm³ |
| --------------------- | ----------------- | ------------- |
| Conca del Lozoya      |                   | 589,0         |
| El Villar             | 1879              | 22,4          |
| Puentes Viejas        | 1939              | 53,0          |
| Riosequillo           | 1958              | 50,0          |
| Pinilla               | 1967              | 38,1          |
| El Atazar             | 1972              | 425,3         |
| Conca del Jarama      |                   | 55,7          |
| El Vado               | 1960              | 55,7          |
| Conca del Guadalix    |                   | 40,9          |
| Pedrezuela            | 1968              | 40,9          |
| Conca del Manzanares  |                   | 102,0         |
| Manzanares el Real    | 1912–1971         | 91,2          |
| Navacerrada           | 1969              | 11,0          |
| Cuenca del Guadarrama |                   | 132,0         |
| Navalmedio            | 1969              | 0,7           |
| La Jarosa             | 1969              | 7,2           |
| Valmayor              | 1976              | 124,4         |
| Cuenca del Alberche   |                   | 26,0          |
| Los Morales           | 1988              | 2,3           |
| La Aceña              | 1991              | 23,7          |

Així mateix, l'empresa disposa de 77 instal·lacions de captació d'aigües subterrànies amb sis zones d'extracció que incorporen els recursos extrets dels aqüífers a les grans conduccions i dipòsits del sistema general de proveïment.

## Tractament
L'aigua amb el qual es proveeix la regió de Madrid ja té, a l'origen, una excel·lent qualitat. El Canal incrementa aquesta qualitat en les tretze Estacions de Tractament (ETAP) de les que disposa, assegurant que l'aigua és apta per al consum humà, complint amb els requisits exigits per la legislació vigent en matèria de qualitat de l'aigua de consum.
Per complir amb aquests requisits, l'Empresa compta amb un Laboratori Central d'Aigües, dotat de les més modernes tecnologies, i de 30 Estacions de Vigilància Automàtica (EVA) que realitzen el mostreig i anàlisi en temps real de l'aigua en tots els punts neuràlgics de la xarxa de proveïment.

## Distribució
Per assegurar el proveïment d'aigua en la Comunitat de Madrid, el Canal compta amb 22 grans dipòsits i 240 de menor grandària, així com amb 18 estacions d'elevació que permeten el proveïment a les zones més altes de la Comunitat.
En l'actualitat, la xarxa de distribució està formada per més de 14.500 quilòmetres de conduccions.